# 一畑バス
一畑バス株式会社（いちばたバス、Ichibata Bus Co.,Ltd.）は、島根県松江市（旧八束町・旧宍道町・旧東出雲町を除く）、出雲市（旧平田市・旧斐川町を除く）、鳥取県境港市で乗合バス、貸切バスを運行する事業者で、一畑電気鉄道（持株会社）の傘下にある。本社は島根県松江市西川津町1656-1。

## 歴史
- 1999年8月27日 一畑電気鉄道から島根県東部の松江・出雲地区の乗合バス事業を分社する目的で設立。
- 2000年4月1日 一畑電気鉄道から島根県東部の松江・出雲地区の乗合バス事業を譲り受けて営業開始。なお、貸切バス事業は一畑電気鉄道（観光部）が引き続き運営していた。
- 2001年4月1日 松江管内の美保関町（現・松江市）の路線と隠岐汽船接続バスの七類境港線を廃止。現在は美保関町内を美保関町民バス（現・松江市コミュニティバス（美保関コミュニティバス））が、七類境港線を日ノ丸自動車が隠岐汽船接続バスの米子七類線として運行。出雲管内の出雲市内循環線の運行を開始。
- 2002年10月1日 出雲管内の大寺線、外園線、根波線を廃止。現在はスサノオ観光が運行。（運賃は変更なし）
- 2003年4月1日 出雲管内の平成温泉線、寿生病院線を廃止。平成温泉線をスサノオ観光に、寿生病院線を谷本ハイヤーに譲渡。
- 2007年4月1日 松江管内のまつえウォーカー、松江市コミュニティバス（島根コミュニティバス、鹿島コミュニティバス）、四季ヶ丘線、平成ニュータウン線、東高校線、八重垣線、ソフトビジネスパーク線、商業高校線、病院線を廃止し、まつえウォーカー以外の市内路線は松江市交通局に、島根コミュニティバスは日本交通に、鹿島コミュニティバスは八海タクシーにそれぞれ移管。同時に法吉ループ線を減便・系統変更、朝日ヶ丘・免許センター線を系統変更。出雲管内の小田線（知井宮経由）を廃止、田儀線（9号線経由）の小田車庫から越堂（こえどう）までの区間を廃止し、小田線（9号線経由）に変更。
- 2007年5月1日 出雲管内の大社線（島根ワイナリー・古代出雲歴史博物館経由）の運行を開始。
- 2008年6月19日 出雲管内の市内循環線をゆめタウン出雲経由に変更。
- 2009年4月1日 出雲管内の市内循環線を減便。（運行経路などは変更せず）
- 2010年9月1日 「斐川インター」停留所新設に伴う高速バスダイヤ改正（一部）
- 2011年4月1日 松江管内の法吉ループ線、朝日ヶ丘・免許センター線を松江市交通局に移管。
- 2015年4月1日 松江一畑交通、出雲一畑交通から大型貸切バス事業を譲り受けて貸切バスの営業開始。
- 2015年9月30日 この日をもって高速バス「松江～尾道・福山線」、「松江・出雲～福岡線」の運行から撤退する[1]。「松江～尾道・福山線」は中国バスの、「松江・出雲～福岡線」はJRバス中国のそれぞれ単独運行となる。また、中国ジェイアールバスの高速バス「出雲神戸線」、「出雲名古屋線」の予約受付業務の受託からも撤退する[2]。
- 2016年3月16日 この日より、高速バス「出雲 - 鳥取線」を日ノ丸自動車との共同運行で開業[3]。
- 2017年2月28日 - この日をもって、高速バス「出雲阿國号」の運行・予約受付業務から撤退する。翌日からは、中国ジェイアールバス・西日本ジェイアールバスが昼行を「出雲エクスプレス京都1〜4号」に、夜行は「出雲縁結びドリーム京都1・2号」にそれぞれ名称を変更して運行を継続する。
- 2017年4月1日 松江・出雲両管内の路線・ダイヤを大幅に変更。松江管内は松江市内線の新設と全路線を減便。出雲管内は出雲市内循環線・うさぎ線を廃止し、前者は既存路線のルート変更や起終点の変更により補完、後者は出雲観光タクシーに移管。
- 2017年8月4日 この日より、高速バス「出雲 - 鳥取線」を「松江 - 鳥取線」に短縮。
- 2018年4月1日 松江管内の片句線を廃止し、鹿島コミュニティバスに移管。
- 2019年2月28日 この日をもって、高速バス「松江 - 鳥取線」を廃止[4]。
- 2019年4月1日 松江管内の御津線の起終点を変更。同時にマリンゲート線をマリンプラザ前まで延伸し、マリンプラザ線に改称。
- 2020年10月1日 日ノ丸自動車松江線の廃止に伴い、荒島線の運行を開始。一部経路や運賃の変更あり。
- 2021年
  - 5月29日 松江・出雲圏域の路線バスにおいてICカード「ICOCA」を導入[5][6]。全国相互利用サービスに対応した交通系ICカードが利用可能となる[5][6]。
  - 10月1日 ICOCA定期券の発売を開始[7]。
- 2022年9月30日 この日をもって島根県共通バスカードの販売を終了。
- 2022年10月1日 松江管内の松江市内線を廃止。恵曇線の高専系統の便を松江しんじ湖温泉駅経由に変更。
- 2024年3月31日 この日をもって島根県共通バスカード・優待バスカードの利用を終了。払い戻しは2027年（令和9年）3月31日まで。
- 2024年4月1日 松江管内の恵曇線の高専系統の便を県民会館前を経由しないルートに変更。松江市交通局と共通の金額式ICOCA定期券を導入。土日祝ワイドフリー制度、環境（エコ）定期制度、共通ファミリー定期券制度を廃止。
- 2024年8月1日 出雲管内の須佐線の一部の便を須佐神社前まで延伸。
- 2024年10月1日 松江管内の大東線、荒島線、御津線を廃止し、雲南市民バス、御津コミュニティバスに移管。荒島線は松江市交通局とイエローバスの既存路線で補完。マリンプラザ線を松江駅行きの初便を除き、マリンプラザ - 川津（松江市交通局バス停）に区間短縮し減便。生馬が丘線を黒田町井手の内経由に変更。他の路線も運行間隔の変更により減便、一部のバス停を廃止。
- 2024年10月1日 高速バス広島三次・松江線「グランドアロー号」の松江しんじ湖温泉駅バス停を廃止し、全便松江駅発着に変更。
- 2024年10月1日 高速バス大阪松江・出雲線「くにびき号」を延伸し、一畑バス出雲営業所発着に変更。

## 各営業所（車庫）所在地
- 本社
  - 島根県松江市西川津町1656-1
- 本社恵曇車庫
  - 島根県松江市鹿島町武代229-2
- 本社島根車庫
  - 島根県松江市島根町加賀
- 本社美保関車庫（美保関バスターミナル）
  - 島根県松江市美保関町下宇部尾556-1
- 本社八雲車庫（八雲バスターミナル）
  - 島根県松江市八雲町東岩坂88
- 本社玉造車庫
  - 島根県松江市玉湯町玉造1020-1
- 出雲営業所
  - 島根県出雲市上塩冶町390-1
- 出雲営業所須佐車庫
  - 島根県出雲市佐田町反辺1586-35
- 出雲営業所大社車庫（出雲大社バスターミナル）
  - 島根県出雲市大社町杵築東273
- 出雲営業所日御碕車庫
  - 島根県出雲市大社町日御碕485-1

小田線は本社・営業所を起点とするダイヤのため、駅構内に待機スペースがあるのみ。
一畑電気鉄道時代は、鳥取ナンバー、広島ナンバーも存在したが、現在は島根ナンバーのみとなっている。

## 主なターミナル・乗継停留所
- 米子駅（高速バス岡山線のみ）
- 境港駅（隠岐汽船接続バスのみ）
- 七類港（隠岐汽船接続バスのみ）
- 松江駅
- 松江しんじ湖温泉駅
- 県民会館前
- 乃木駅
- 美保関ターミナル
- マリンプラザ前
- 八雲車庫
- 恵曇
- 春日南
- 玉造温泉
- 川津
- JR出雲市駅
- 電鉄大社駅
- 出雲大社バスターミナル
- JR小田駅
- 出雲須佐

## 路線

### 高速バス
詳細な運行案内は各路線の記事並びに#外部リンクの一畑バスサイトを参照のこと。
- くにびき号（出雲・松江 - 大阪）
- ももたろうエクスプレス（出雲・松江・米子 - 岡山）
- グランドアロー号（松江 - 広島）
- みこと号（出雲 - 広島）

#### かつて運行されていた高速バス
- 出雲路号（松江・出雲 - 福岡）
  - 2015年9月30日の運行をもって終了。翌10月1日から「出雲ドリーム博多号」（出雲・松江 - 福岡）と改称して中国ジェイアールバスの単独運行となる。（2016年3月26日よりJR九州バスとの共同運行になった。）
- クロスウェイエクスプレス（松江 - 尾道・福山）
  - 2015年9月30日の運行をもって終了。翌10月1日から中国バスの単独運行（米子・松江 - 尾道・福山）となる。（中国バスも2016年11月13日の運行をもって終了。路線廃止。）
- 出雲阿國号（出雲・松江 - 京都）
  - 2017年2月28日の運行をもって終了。翌3月1日から「出雲エクスプレス京都号」（夜行便は「出雲縁結びドリーム京都号」と改称して中国ジェイアールバス・西日本ジェイアールバスの運行となる。
- オオクニヌシ号（松江 - 米子 - 鳥取）
  - 2016年3月16日の運行開始当初は出雲 - 松江 - 米子 - 鳥取であった[3]。2017年8月4日から松江 - 米子 - 鳥取に短縮。2019年2月28日の運行をもって終了[4]。（他社への運行移管などは一切なく、路線廃止。）
- スサノオ号（出雲・松江 - 東京）
  - 2020年9月30日の運行をもって終了。翌10月1日から中国ジェイアールバスの単独運行となる。

### 隠岐汽船接続バス
詳細な運行案内は#外部リンクの一畑バスサイトを参照のこと。
- 松江 - 七類線（隠岐汽船接続バス）
  - 松江駅 - 七類港
    - フェリー接続便はフェリーターミナル前、レインボー接続便は接岸岸壁での乗降となる。隠岐汽船欠航時は全便運休となる。
- 松江 - 境港線（隠岐汽船接続バス）
  - 松江駅 - 境港
    - フェリー接続便はJR境港駅前、レインボー接続便は接岸岸壁での乗降となる。隠岐汽船欠航時は全便運休となる。

#### かつて運行されていた隠岐汽船接続バス・松江境港シャトルバス
- 松江 - 加賀線
  - 松江駅 - 加賀港
    - 隠岐汽船が加賀港への寄港を廃止したため、接続バスも廃止された。
- 松江境港シャトルバス
  - 松江しんじ湖温泉駅 - 国宝松江城大手前 - JR松江駅 - 由志園 - JR境港駅
    - 2021年3月31日の運行をもって終了。翌4月1日に廃止[8]。

### 一般路線バス
詳細な運行案内は#外部リンクの一畑バスサイトを参照のこと。

#### 松江管内
[（文頭方向への番号）/（文末方向への番号）]は行先番号で以下の通りとなっている。ただし、松江駅・くにびきメッセ前・総合体育館前経由一畑バス本社行については行先番号がない。
11：美保関ターミナル 13：（道の駅本庄経由）美保関ターミナル
19：マリンプラザ前
20：（桧山経由）八雲車庫 21：八雲車庫 22：（内陸団地経由）八雲車庫
31：（松江駅経由）松江しんじ湖温泉駅 33：（松江駅経由せず）松江しんじ湖温泉駅
51：恵曇 54：高専前
61：（玉造病院経由）玉造温泉 62：（玉造病院非経由）玉造温泉
（停留所名）は一部の便のみ停車。〈停留所名/停留所名〉はどちらかを経由。
- 万原線
  - [なし/11/13] 一畑バス本社 - 総合体育館前 - くにびきメッセ前 - 松江駅 - 大橋南詰 - 県民会館前 - 南田町 - 島根大学前 - 西川津 - 大内谷 - 北山団地入口 - 本庄 - （道の駅本庄・13） - 万原 - 美保関ターミナル
- マリンプラザ線
  - [なし/19] （松江駅） - （大橋南詰） - （県民会館前） - （南田町）- （島根大学前） - 〈西川津/川津〉 - 大内谷 - 西持田 - 北垣 - マリンプラザ前
    - 2024年10月1日、平日ダイヤの松江駅直通便を除き、川津（松江市交通局バス停） - マリンプラザ間に区間短縮。
- 恵曇生馬が丘線
  - [なし/51] 一畑バス本社 - 総合体育館前 - くにびきメッセ前 - 松江駅 - 大橋南詰 - 県民会館前 - 黒田町 - 黒田町井出の内 - 春日南 - 久米 - 高専前 - 佐太神社前 - 松江市役所鹿島支所前 - 恵曇
  - [-/54] 松江駅 - 大橋南詰 - 県民会館前 - 松江しんじ湖温泉駅 - 黒田町 - 黒田町井出の内 - 春日南 - 久米 - 高専前
    - 2017年4月1日、経路を西原回りから黒田町井出の内回りに変更。同時に日曜運休だった恵曇連絡所 - 福野市場間廃止。
    - 2022年10月1日、高専行きの便を松江しんじ湖温泉駅経由に変更。

  - [-/なし] 一畑バス本社 - 総合体育館前 - くにびきメッセ前 - 松江駅 - 大橋南詰 - 県民会館前  - 黒田町 - 黒田町井手の内 - 春日南 - 久米 - 比津が丘郵便局前 - 比津が丘入口 - 生馬が丘
    - 松江駅方面のみの運行で、土日祝日運休。
    - 2024年10月1日、経路を西原回りから黒田町井出の内回りに変更。
- 八雲線
  - [33・31/20・21・22] 松江しんじ湖温泉駅 - 内中原小学校前 - 県民会館前 - 大橋南詰 - 松江駅 - （松江駅南口・20）- （桧山・20）- 相生町入口 - 松江医療センター前 - 上乃木 - 古志原 - （内陸団地） - 山代町 - 大庭十字路 - 風土記の丘入口 - 八雲車庫
    - 八雲車庫 → 松江しんじ湖温泉駅のうち平日朝1本のみ松江駅を経由しない（行先番号：33）。
- 玉造線
  - [31/62・61] 松江しんじ湖温泉駅 - 内中原小学校前 - 県民会館前 - 大橋南詰 - 松江駅 - 竪町 - 乃木駅 - （地域医療機構玉造病院） - 地域医療機構玉造病院入口 - 玉造温泉駅入口 - 玉造温泉

    - 2017年4月1日、松江しんじ湖温泉駅発着に統一。かつては国道9号線経由で出雲市駅まで運転されていた。

#### 出雲管内
（停留所名）は特定の便のみ停車。
- 大社日御碕線ゆめタウン出雲・南原経由
  - 上塩冶車庫 - 築山新町 - 島根大学病院 - 市民会館前 - JR出雲市駅 - 出雲市役所前 - ゆめタウン出雲前 - 中央病院 - 小山町 - 白枝北 - 高松 - 荒茅入口 - 南原 - 電鉄大社駅 - 出雲大社バスターミナル - （日御碕神社） - （宇竜） - （日御碕灯台）
    - 2017年4月1日、出雲市内循環線廃止に伴い、経路を変更。同時に、一部の便を日御碕灯台まで延伸。
- 大社線イオンモール出雲・旧JR大社駅経由
  - JR出雲市駅 - 出雲市役所前 - 渡橋 - イオンモール出雲前 - 白枝北 - 高松 - 荒茅入口 - 旧JR大社駅 - 電鉄大社駅 - 出雲大社バスターミナル
    - 正月三が日は10 - 18時まで吉兆館前 - 出雲大社連絡所間車両通行止めの為左記の区間は運休。
    - 2017年4月1日、出雲市内循環線廃止に伴い、経路を変更。
- 大社線ゆめタウン出雲・島根ワイナリー・古代出雲歴史博物館経由
  - 上塩冶車庫 - 築山新町 - 島根大学病院 - 市民会館前 - JR出雲市駅 - 出雲市役所前 - ゆめタウン出雲前 - 中央病院 - 出雲ドーム西 - 常松町 - 遥堪 - 島根ワイナリー - 古代出雲歴史博物館前 - 出雲大社バスターミナル
    - 正月三が日の大社線は全便上掲のルートで運行するためこのルートは運休。
- 小田線
  - 上塩冶車庫 - 島根大学病院 - 市民会館前 - JR出雲市駅 - 出雲市役所前 - 渡橋 - 白枝 - 神門橋西詰 - 河南中学校入口 - 大島 - 湖陵温泉入口 - 久村 - JR小田駅
    - 2017年4月1日、上塩冶車庫～JR出雲市駅間を延伸。同時に、JR小田駅～小田車庫間を廃止。
- 須佐線
  - 上塩冶車庫 - 島根大学病院 - 市民会館前 - JR出雲市駅 - 有楽町入口 - （島根大学病院） - 築山新町 - 出雲工業高校前 - みなみ小学校前 - 小川尻 - 立久恵峡 - 乙立 - 佐田行政センター前 - 出雲須佐 - （須佐神社前）
    - 2017年4月1日、上塩冶車庫～JR出雲市駅間を延伸し、塩冶地内を循環運行とする。
    - 2024年8月1日、一部の便を須佐神社前まで延伸。

## 車両
高速バス・隠岐汽船接続バスは、いすゞ製、三菱製、日野製、日産ディーゼル製がある。路線バスはほとんどがいすゞ自動車製である。いすゞ自動車製が多い理由は、一畑電気鉄道直営時代だった1990年代初頭まで、「山陰いすゞ自動車」というディーラーをいすゞ自動車との共同出資で持っていた為である。（その後、いすゞ自動車側に持株を売却し、数々の合併を経ていすゞ自動車中国四国となった）そのため、他社局でしばしば見られるような中古車の導入による置き換えは行っておらず、一部を除き新製での導入を続けている。

### 車両番号（社内コード）
一畑バス・隠岐一畑交通の全ての車両、松江一畑交通・出雲一畑交通の一部の車両には4桁の番号が付けられており、以下の法則に基づいている。
例：8357
| 8        | 357      |
| -------- | -------- |
| メーカー | 固有番号 |

- メーカー
  - 1 …日産ディーゼル・UDトラックス（車両総重量8トン以上または乗車定員30名以上（大板））
  - 2 …日野（2014年まで。車両総重量8トン以上または乗車定員30名以上（大板））
  - 2・4・6 …日野（2015年から。車両総重量8トン以上または乗車定員30名以上（大板））
  - 3 …三菱ふそう（車両総重量8トン以上または乗車定員30名以上（大板））
  - 5 …（メーカーを問わず）車両総重量8トン未満かつ乗車定員29名以下（中板）
  - 6 …（メーカーを問わず）廃止代替バス（2014年まで。）
  - 7・8 …いすゞ（2014年まで。車両総重量8トン以上または乗車定員30名以上（大板））
  - 7・8・9 …いすゞ（2015年から。車両総重量8トン以上または乗車定員30名以上（大板））
  - なお、2015年からは廃止代替バスを区別しなくなった。
- 固有番号
  - メーカーごとの連番

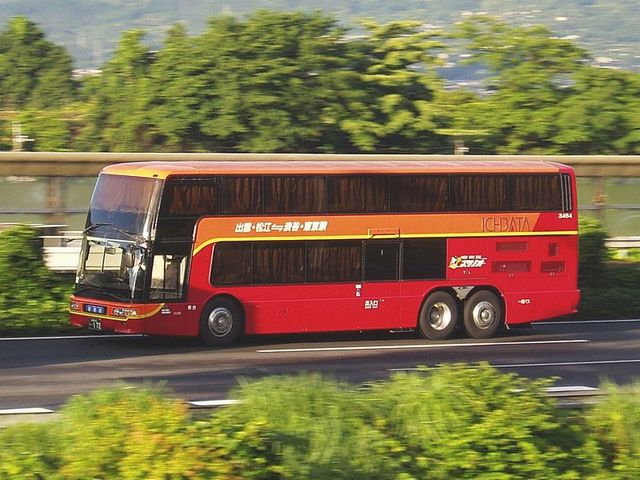
「スサノオ号」専用ダブルデッカー 3464
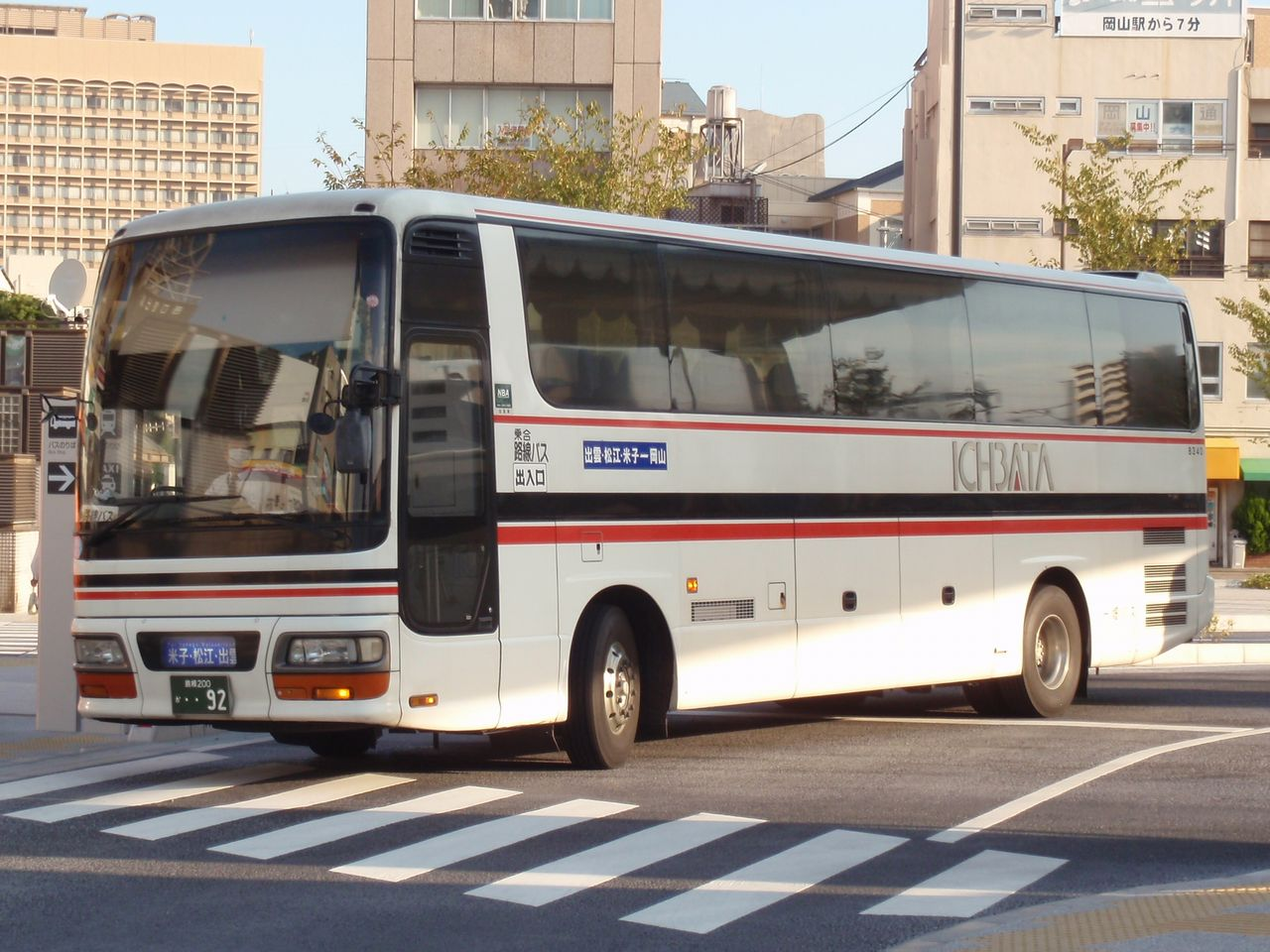
高速バス車両 8340
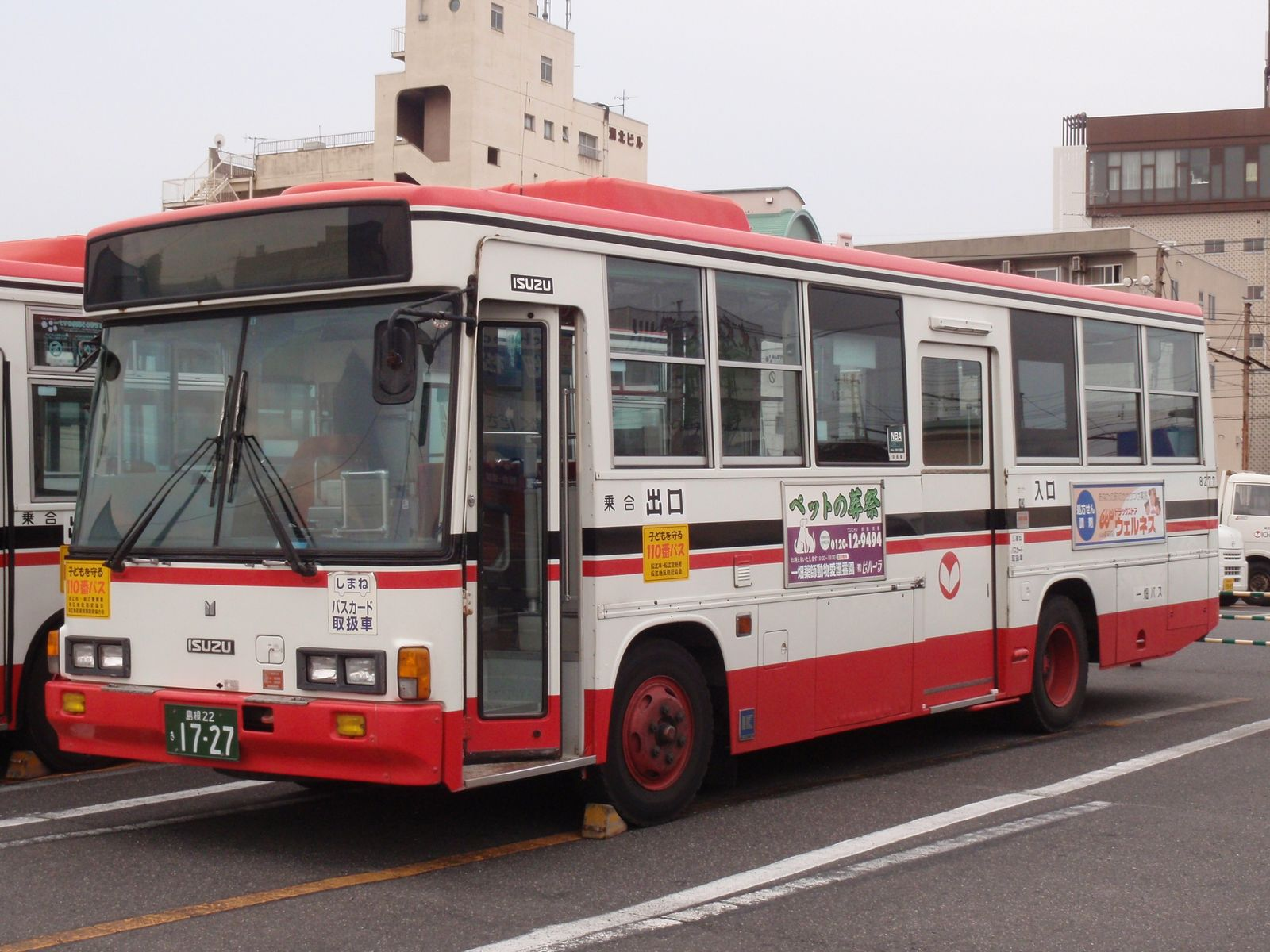
路線バス車両 8277
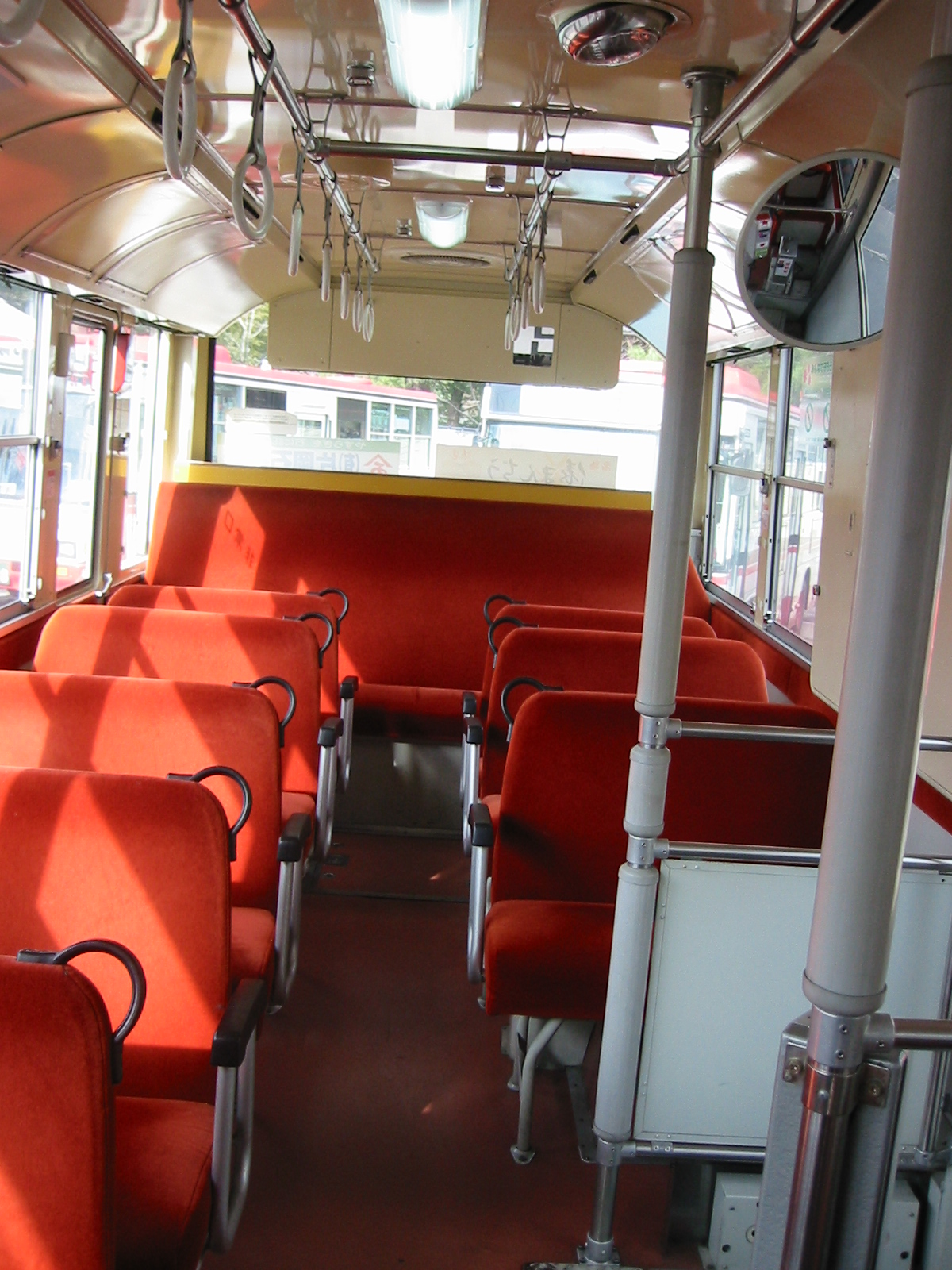
路線バス車両の車内
松江・境港直行バス 8276

## 関連会社
- 一畑電気鉄道（持株会社）
- 一畑電車
- 松江一畑交通
- 出雲一畑交通
- 隠岐一畑交通
- 奥出雲交通（第三セクター）
- 双葉タクシー
- ミツワタクシー